# باول موريسون
باول موريسون (بالإنجليزية: Paul Morrison)‏ هو كاتب سيناريو ومخرج بريطاني، ولد في 1944 في لندن في المملكة المتحدة.

## وصلات خارجية
- باول موريسون على موقع IMDb (الإنجليزية)
- باول موريسون على موقع ألو سيني (الفرنسية)
- باول موريسون على موقع أول موفي (الإنجليزية)
- باول موريسون على موقع قاعدة بيانات الفيلم (الإنجليزية)
- باول موريسون على موقع كينوبويسك (الروسية)
- باول موريسون على موقع كينوبويسك (الروسية)